# Jean Daskalidès

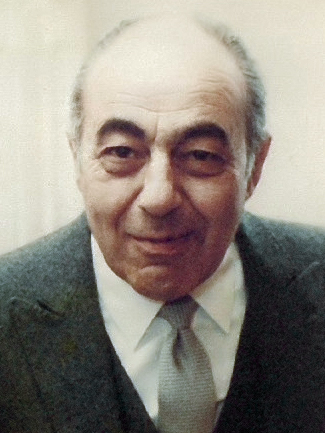
Jean Daskalidès

Jean Daskalidès (Constantinopel, 23 december 1922 - Gent, 3 november 1992) was een Belg van Griekse afkomst die bekend werd als pralinemaker (in Nederland bonbons genoemd) onder de merken Daskalidès en Leonidas en daarnaast ook gynaecoloog, filmregisseur, jazzmuzikant, ziekenhuisdirecteur en lector aan de universiteit was.

## Jeugd en opleiding
Jean was het oudste kind van Prodromos Daskalidès (geboren 30 januari 1900), die in Constantinopel in de tapijtenfabriek van zijn broer werkte, en Eftalia Kestekides (geboren 28 november 1899), de dochter van een groothandelaar in fruit.
Toen Jean een half jaar oud was vluchtte zijn familie naar België, in de nasleep van de Grieks-Turkse Oorlog en de Griekse Genocide door de Turken. Zijn ouders werden in Gent opgevangen door zijn oom Basilio (Vassilios) Kestekides, bij wie ze gingen inwonen aan de Veldstraat 34 en waar vader in de banketbakkerij ging werken. Naar aanleiding van de Grieks-Turkse bevolkingsruil besloten ze om niet terug te keren maar in België te blijven. In 1927 werd nog een meisjestweeling geboren, Georgette en Jeanine. 
De reacties op het toen nog in Gent opvallende mediterrane uiterlijk van de kinderen leidden er bij Jean toe dat hij weigerde Grieks te praten (en zeer vaardig werd in het Gentse dialect), in de toen nog overwegend Franstalige handel in de Veldstraat leerde hij Frans.
Toen Leonidas door de crisis van de jaren 1930 zijn zaak in Gent moest opdoeken begon de familie Daskalides iets zuidelijker in de Veldstraat de Pâtisserie-confiserie d'Athènes, met erboven een tearoom.
Zijn middelbaar onderwijs begon Jean eerst aan het Sint-Amanduscollege. Zijn resultaten vielen er tegen, hij bleek zich namelijk vooral bezig te houden met een handeltje in zelfgebouwde radio's. Daarop volgde de overstap naar de moderne humaniora aan het Koninklijk Atheneum waarvan hij in 1941 zijn diploma haalde.
Hij wilde zeer graag arts worden maar zijn ouders stuurden hem, met het oog op een latere overname en verdere groei van de zaak, in 1941 naar de universiteit om er, tegen zijn zin, scheikunde te studeren. Na een vruchteloze anderhalf jaar gaf hij het op en stapte in 1943 over naar de Brouwerijschool (toen nog Hogeschool voor Gistingsbedrijven). Hier spande hij zich wel in, wat hij later verklaarde door te verwijzen naar "het matriarchaat thuis", bovendien kon hij zo ontsnappen aan gedwongen tewerkstelling door de Duitsers.

Als student tijdens de Tweede Wereldoorlog hielp hij vanaf 1942 mee met het verspreiden van het klandestiene studentenblad Klokke Roeland en deelde illegale pamfletten uit voor het Onafhankelijkheidsfront. Hij werd drie keer kortdurend gevangengezet, maar weer vrijgelaten, bij een huiszoeking had men geen  bewijsmateriaal kunnen vinden. Hij was een tegenstander van het gebruik van geweld, enigszins in tegenstelling tot hoe zijn personage door Stefan Hertmans wordt voorgesteld in diens roman De opgang.

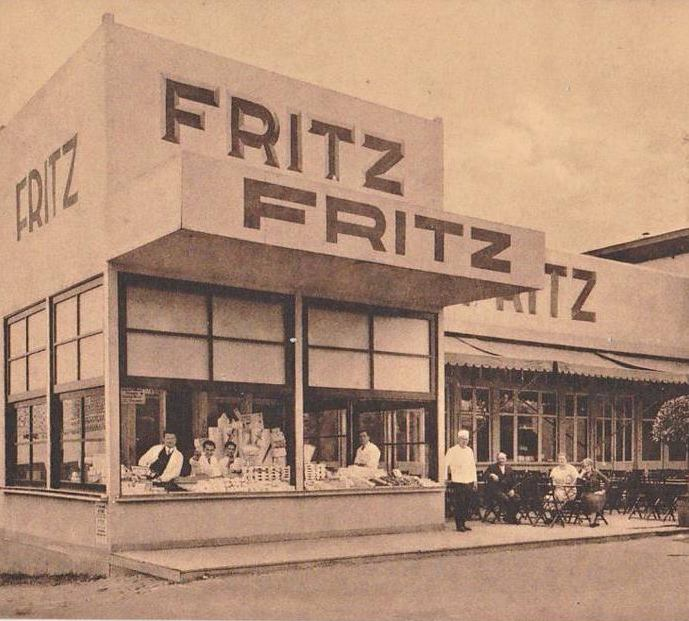
Paviljoen Fritz op de wereldtentoonstelling Brussel (april 1935), met o.a. Leonidas en Basilio Kestekides, Jean en Prodromos Daskalides, Jeanne en Antoine Buzzéo-Krieger

Samen met Roger Pernot richtte Daskalidès een ontspanningsvereniging voor jongeren op (met de betekenisloze naam RAGA) die op de duur honderden leden telde en bijvoorbeeld om vier uur op zondagmiddag letterlijke thé dansants organiseerde.
Hij filmde ook klandestien vanaf het balkon van de ouderlijke woning een Duitse razzia, maakte opnamen over het toenmalige studentenleven, de bevrijding op 6 september 1944 en de repressie. Daarbij heeft hij persoonlijk de wacht gehouden bij de door collaborateurs overgenomen patisserie Bloch, om te voorkomen dat de machines van de gevluchte Joodse familie (drie leden ervan werden in Auschwitz vermoord) beschadigd zouden worden. Hij ging voorop in een stoet naar het interneringskamp voor collaborateurs in de Wollestraat (thans Warandestraat), met zijn trompet een treurmars blazend.
In juli 1945 studeerde hij aan de Brouwerijschool af als technisch ingenieur in de voedingswaren.
Na de Tweede Wereldoorlog namen de ouders de banketbakkerij en tearoom Fritz in de Veldstraat over, die in de 19e eeuw als frituur begonnen was door Jean Frédéric Krieger. Jean kreeg er de dagelijkse leiding en op zijn instigatie vormden ze het om tot een feestzaal, waar hij zelf ook regelmatig op de trompet speelde.

## Gynaecoloog
In 1951 begon hij alsnog aan een studie geneeskunde, slaagde in 1958 en werd zes jaar later gynaecoloog. Tijdens zijn doctoraatsjaren werkte hij als docent-assistent in de snijzaal van professor Julien Fautrez in het Bijlokehospitaal. Tevens gaf hij biologieles aan het Institut de Gand (thans: IVG-School).
Samen met Lucienne Herman-Michielsens zette hij zich in voor gezinsplanning en een betere abortuswetgeving. Op 1 oktober 1959 werd hij aangeklaagd en een week gevangengezet omdat hij een illegale abortus zou hebben uitgevoerd, doch hij werd hiervan vrijgesproken. Zijn liberale instelling werkte nadelig op zijn faam onder collega's, doch niet onder patienten.
Voor operaties en klinische behandelingen viel hij terug op het Institut Moderne; hiervan werd hij in 1982, toen het failliet dreigde te gaan, onbezoldigd afgevaardigde bestuurder en wist het te redden.

## Films
Jean groeide op vlak bij de in 1920 tot Majestic omgedoopte bioscoop Theâtre Pathé en raakte daardoor als kind al in de ban van de filmtechniek, terwijl er op 7 februari 1930 de eerste geluidsfilm in Gent werd vertoond. Bovendien werd vervolgens pal naast de Pâtisserie-confiserie d'Athènes in 1935 een nieuwe zaal gestart onder de opeenvolgende namen Actual - Cinéac - Eldorado.

Op de zolder van de tearoom richtte hij een eigen zaaltje in, waar kinderen van de gasten tegen een kleine vergoeding naar door hem gehuurde films konden kijken. Tijdens de middelbare school begon hij ook al zelf te filmen en daarbij soms als acteur op te treden. Hij maakte over zijn studententijd enkele zwart-wit dubbel 8mm-films zonder geluid.

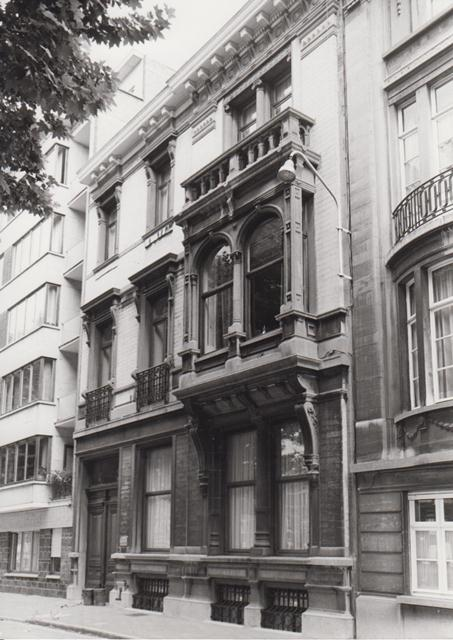
Woonhuis Daskalidès. Coupure Rechts 126, Gent

Wekelijkse amateurfilmpjes over Gentse actualiteiten begon hij al te projecteren in de Fritz; eenmaal als gynaecoloog gevestigd aan de Coupure begon hij als amateurfilmer films in zijn kelder te monteren en zou hij later professioneel worden in de studio van zijn productiemaatschappij Daska Films.
Zijn enige maar prestigieuze langspeelfilm was de mysterieuze thriller Kruiswegstraat 6 (Rue du Calvaire), een verfilming van de psychologische roman De Dames Verbrugge (1953) van de Gentse journalist Roger Martens (1926-1979) (pseudoniem Roger d'Exteyl) met onder andere Marie-José Nat (Françoise Verbrugge), Lut Tomsin (Aurélie Verbrugge), Roger Bolders (Octave Verbrugge) en Nand Baert (architect Van Loo) en hijzelf in de hoofdrollen. De film speelt zich volledig af in Gent (met talrijke beelden van o.m. de fly-over van de B401 aan het Zuid - de Gentse afrit van de E17 - die toen nog in volle opbouw was), met name in het franskiljonse Gentse bourgeoismilieu begin jaren '70. Hoewel de film tot stand kwam zonder overheidssubsidies kende hij toch een groot succes in Vlaanderen. In 1970 maakte hij de kortfilm Bibi
Daskalidès maakte nieuwsuitzendingen zoals die in die jaren in de bioscopen vertoond werden, maar scoorde hiermee een groter succes dan zijn concurrenten omdat zijn filmpjes veel dynamischer en humoristischer waren gemaakt. Zijn Daska Films bracht van 1975 tot 1988 om de twee weken een documentaire uit met nieuws uit de regio Gent. Ongeveer 2000 reportages werden verwerkt tot bijna 350 journaals, van 1975-80 als Gentse filmactualiteiten, van 1980-88 als Regionaal filmjournaal. Zijn films werden ontwikkeld in zijn kelder aan de Coupure en in het voorprogramma van de Gentse bioscopen vertoond. Daarnaast maakte hij ook bedrijfsfilms. 
Hij trad op als mecenas voor de leergang Film aan de Universiteit Gent en gaf er zelf ook les als buitengewoon lector.
Daskalidès hield zoveel van film dat hij zijn camera overal mee naartoe nam. Een anekdote van zijn zoon, Alexandre, gaat dat Jean ooit met zijn camera een Spaans naaktstrand opliep en om niet op te vallen gewoon zijn zwembroek aan de camera hing en verder het strand opwandelde. Daskalidès filmde ook de Gentse Feesten, studentenfuiven en het bezoek van koning Boudewijn aan Gent.
In 1985 was hij nog (mede-)producent van de kortfilms De boot van Jaco Van Dormael en Dust van Marion Hänsel.

## Muziek

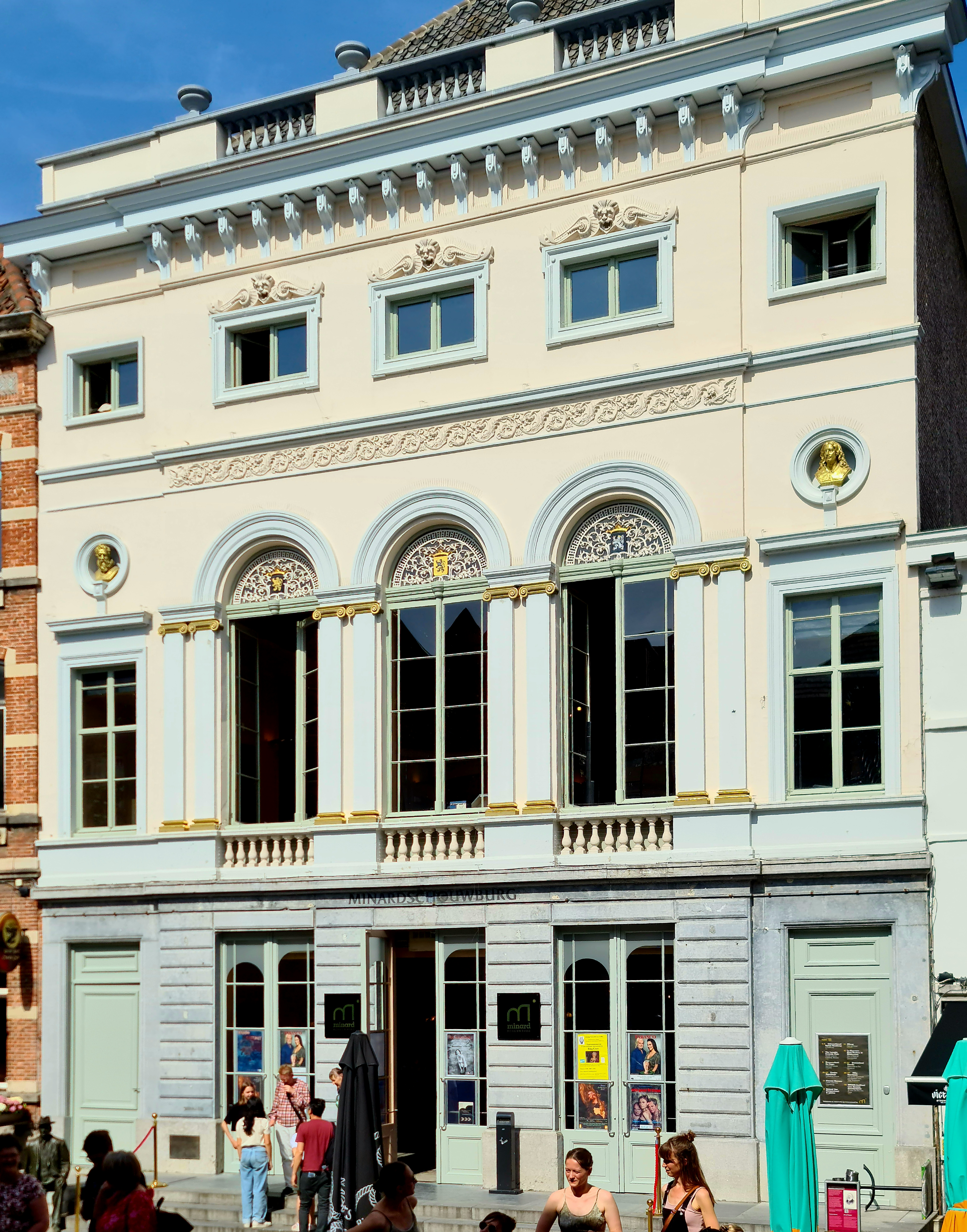
Minardschouwburg, Gent

Daskalidès had in de jaren 1930 een muziekopleiding gevolgd en speelde viool, piano en trompet. Dit laatste instrument beviel hem het meest en buiten medeweten van zijn ouders volgde hij stiekem les bij John Blarney.
Hij leidde van 1941 tot 1946 twee jazzorkesten, het eerste de Kalamazoo's genaamd (naar de Gibson Kalamazoo gitaar), het tweede The Blue Swingers. In dit laatste speelden onder anderen ook klarinettist Leo Martin, van het latere komische duo Gaston en Leo, Bert Paige, trompetist Aimé De Muyt (Mut Amar), drummer Jo Demuynck en pianist Victor Van Huyse. Daskalidès speelde er zelf de tweede trompet. Om het Duitse verbod op jazzmuziek (die door ambtenaren toch oogluikend werd toegestaan) te omzeilen werden er Nederlandse titels gebruikt. "Singin' in the rain" werd bijvoorbeeld "Zingend op de Kouter". In 1943 behaalden ze de tweede plaats in het Paleis voor Schone Kunsten op het concours van de Club Rythmique de Belgique. Na de bevrijding waren ze de eerste jazzband die optrad voor de radio, in de Minard.
Als lid van de Hot Club de Belgique wist Daskalidès bekende jazzmusici als Django Reinhardt (in juni 1943 in de zaal Capitole), Bill Coleman, The Ramblers en Stan Brenders naar Gent te halen of er zelfs Belgische tournees voor te organiseren.
Meteen na de bevrijding werd zijn orkest zeer veel gevraagd en namen ze een 78 toerenplaat op met Harold Arlens The Jitterbug en Duke Ellingtons The Gal from Joe's. Maar hij trouwde in september 1946 ook met de Aalsterse Lily (Wilhelmina) Van Opdenbosch, zodat hij toegaf aan het uitdrukkelijke verzoek van zijn moeder om zijn muzikale activiteiten op te geven voor de eigen zaak. Trouwen deed het stel voor de Grieks-Orthodoxe Kerk, niet omdat Jean dat geloof aanhing (hij noemde zich overigens wel christen) maar omdat een kerkelijk huwelijk door de Rooms-Katholieke Kerk geweigerd werd.
In 1973 werd hij lid van de Gentse vrijmetselaarsloge Mithras. Het verzorgen van de muziek bij de bijeenkomsten was ook daar de door hem geliefde taak.

## Pralines
Het beroemdst werd Daskalidès echter door zijn pralines. Op aanraden van Jean begon vader Prodromos zich in 1963 enkel op de productie van hoogwaardige pralines toe te spitsen en verkocht het pand van Fritz een jaar later. In 1970 was er na de dood van zijn oom Basilio, directeur van het pralinebedrijf Leonidas, geen opvolger beschikbaar en Jean nam deze taak over. Het betekende een dagelijkse rit naar Brussel, naast driemaal per week spreekuur thuis als gynaecoloog.

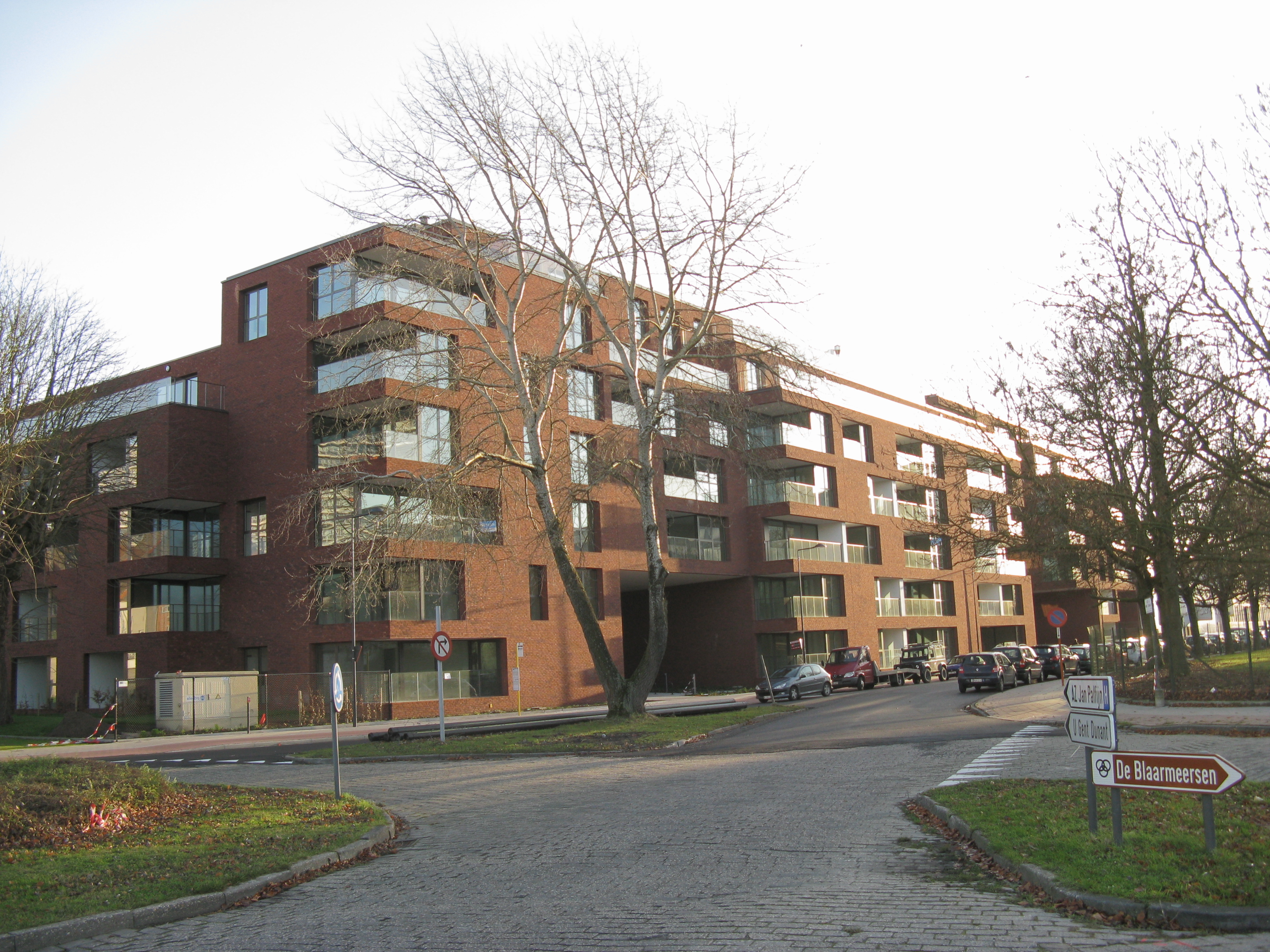
Appartementencomplex Jean Daskalidès, Henri Dunantlaan, Gent

Hij bezat een derde van de aandelen, terwijl de verdere familieleden, Griekse erfgenamen van Leonidas Kestekides, de rest bezaten. Er ontstonden communicatieproblemen doordat hij geen Grieks sprak, dit was voor hem aanleiding om alsnog aan een cursus in zijn moedertaal te beginnen.
De onderlinge problemen bleken echter niet oplosbaar en in 1979 verkocht hij zijn aandelen, maar ging in een verlaten fabriek aan Einde Were verder met zijn eigen merk. Vanaf 1985 veroverde hij hiermee ook de internationale markt en werd ook Daskalidès een referentie op de chocolademarkt. Hij werd er in 1987 zelfs voor onderscheiden met de Laurier D'Or de la Qualité. 
Zijn fabriek aan Einde Were werd in 2004 door Jeans zoon Alexandre verkocht aan Philippe Van de Vyvere, die het samenvoegde met Bouchard L'Escaut (Sea Invest Group); tien jaar later werd het gebouw vervangen door een naar Jean genoemd appartementencomplex, nu aan de Henri Dunantlaan.
Het bedrijf zelf is nu, na een aantal andere overnames, eigendom van twee Gentse families en de familie Daskalidès en is gevestigd in Kuurne (Michel Ktorza is CEO).

## Overlijden
In zijn laatste levensjaren trad hij nog op als mecenas voor de Gentse lokale Radio Roeland.
Daskalidès had regelmatig hartklachten, meerdere collega's adviseerden hem om een overbruggingsoperatie te laten uitvoeren. Alhoewel hij zelf operaties uitvoerde was hij te angstig om onder het mes te moeten en bleef dit ondanks toenemende klachten hardnekkig weigeren. Vier maanden voor zijn dood in 1992 nodigde hij zijn gehele gezin uit in een hotel in Spanje als een soort van afscheid. Hij overleed aan een aneurysmaruptuur.